# Delminichthys krbavensis
Delminichthys krbavensis é uma espécie de peixe actinopterígeo da família Cyprinidae.
Apenas pode ser encontrada no seguinte país: Croácia.
Os seus habitats naturais são: nascentes de água doce e sistemas cársticos interiores.
Está ameaçada por perda de habitat.